# Virtudes (przystanek kolejowy)
Virtudes (port: Apeadeiro de Virtudes) – przystanek kolejowy w Virtudes, w regionie Lizbona, w Portugalii. Jest obsługiwany wyłącznie przez pociągi regionalne.

## Historia
Odcinek między Carregado i Virtudes został otwarty w dniu 31 lipca 1857. W tym samym czasie otwarto przystanek kolejowy.

## Linie kolejowe
- Linha do Norte